# Elisa Helin
Elisa Helin (Jyväskylä, 5 giugno 1962) è un'ex cestista finlandese.

## Carriera
Con la Finlandia ha disputato i Campionati europei del 1987.